# ハリスツイード

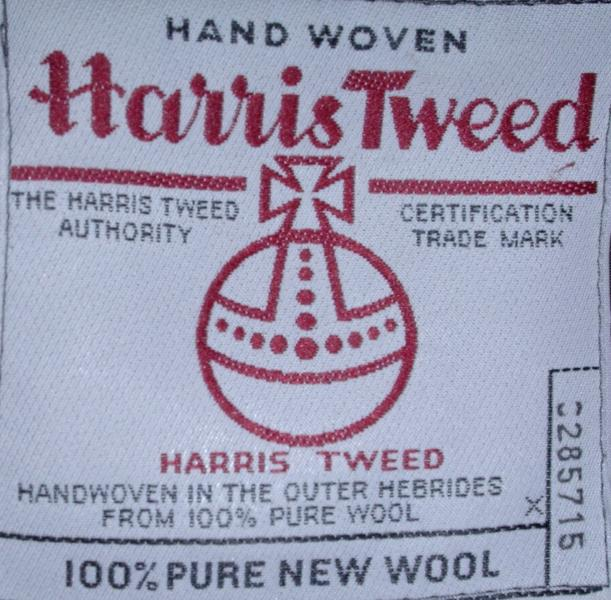
ハリスツイード認証ラベル (ORB)

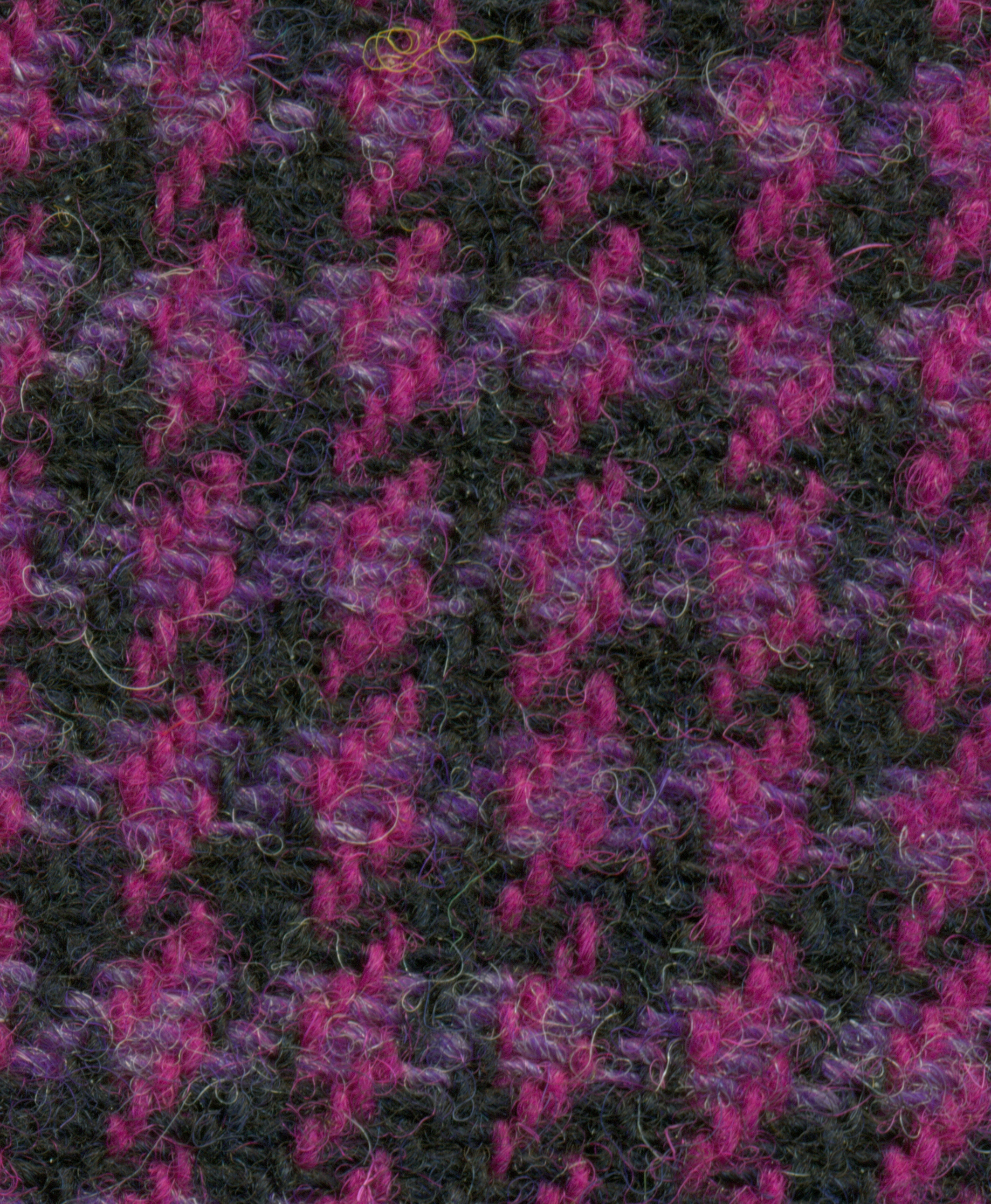
ハリスツイード生地

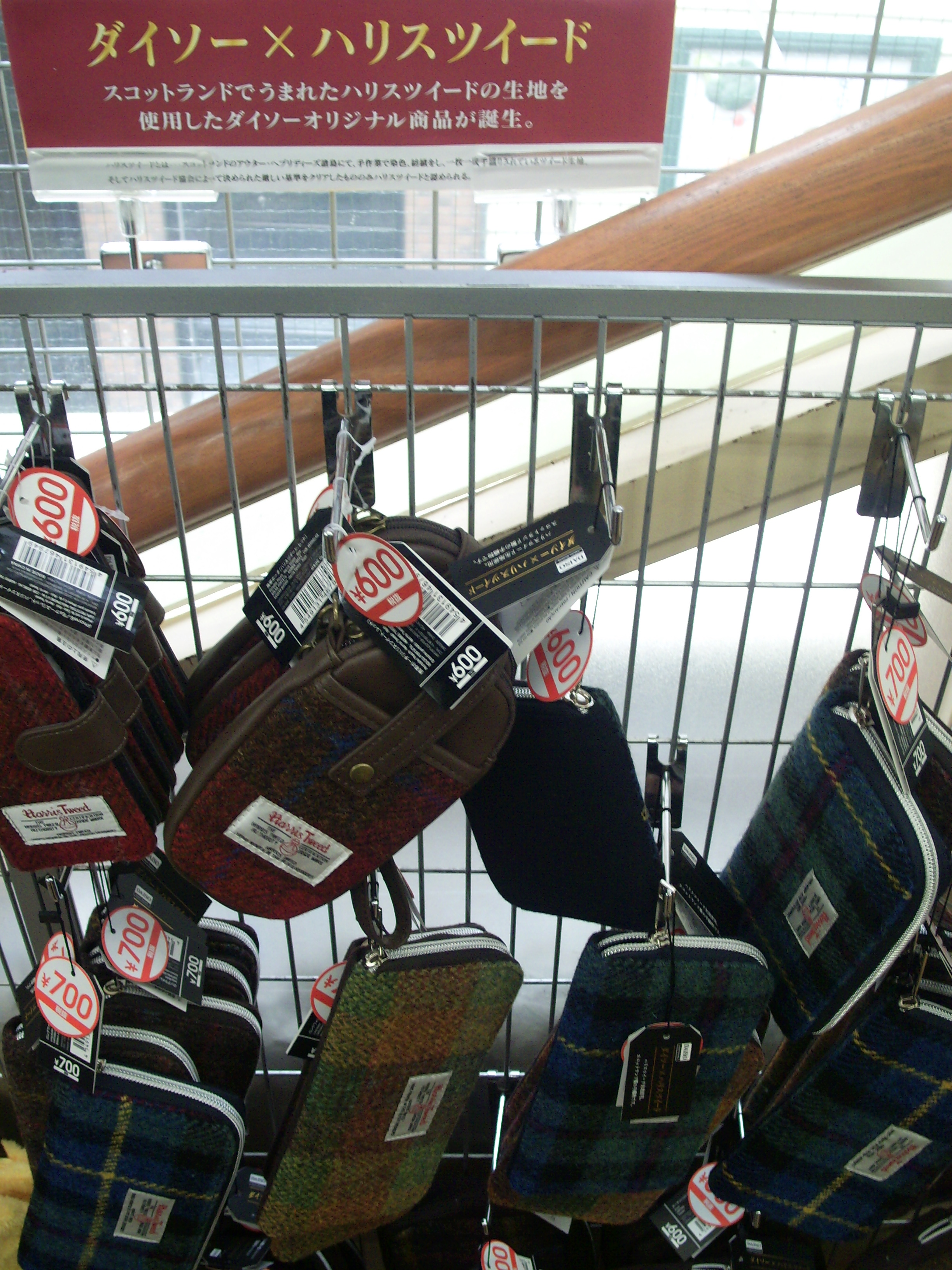
100円ショップのダイソーによる商品

ハリスツイード（Harris Tweed）はスコットランドのアウター・ヘブリディーズ諸島発祥のツイード生地。ヴァージンウールを使用して、島内で染色、紡績をし、職人の自宅で手織り（厳密に言うと人力織機を使用）されている。そしてハリスツイード協会によって決められた厳しい基準をクリアしたもののみハリスツイードと認められる。また認められたもののみオーブの商標が与えられる。
王室御用達証（ロイヤルワラント）制度が確立されている英国ではその定義は明確であり、たとえ「愛用されている」事実があったとしても御用達を名乗ることはできないので注意が必要。
近年、協会が定めた「商標（特に認証ラベル＝織ネーム）の使用に関するガイドライン」から逸脱した不適切商品（製品の表面50%以上にハリスツイードを用いていないのに、ハリスツイードの認証ラベルやロゴを使用＃協会の許可による例外を除く）が日本市場で増え、大きな問題となっている。ハリスツイード協会の代表者からのコメントによると、「今後ガイドラインのより適切な運用を図ると共に、不適切商品の排除の為には法的措置も辞さない」とのこと。また、ハリスツイードはあくまでも生地ブランドであり、巷でよく言われる（他ブランドとの）「コラボレーション」という表現を協会は認めていない。

## 歴史
1846年
レディ・ダンモアがハリス島の職人にマレイ・タータンをツイードで織らせる。出来が良く周囲の評判も良好であった。また彼女の熱心な営業、生産方法改善により更に売り上げを伸ばし、ロンドンでも販売されるようになる。
1903年 - 1911年
ハリスツイードは社交界での需要も増えていくようになった。1903年から1906年の間に北のルイス島でツイードを織る産業が本格化した。増え続ける注文に対応するために新しい設備が作られた。また模造品から保護するために1905年に制定された登録商標法に基づきハリスツイードの名前の登録を申請。1909年に登録され、1910年に付与された。そして1911年からストーノウェイ会議で定められた紡績機械によって作られハリスツイード協会によって認められたものにのみオーブの商標が与えられるようになる。
1990年代
1990年代初頭には二重幅織機、織工の再訓練など新しく、より厳しい品質基準を導入した。それによってより柔らかく、軽いツイードを作ることで近代化に着手した。
1993年に英国議会は伝統的な織物の衰退を避けるため、ハリスツイード条例を制定する。ハリスツイードの技術や製品は国際的な保護のもとに置かれるようになる。
2011年
オーブの商標を使用してから100周年の記念として限定のブラックレーベルが作られる。

## 製法

### せん断
初夏にスコットランド本土で育った羊の毛を刈り上げる。ハリスツイードの特徴でもある、混じりけのないヴァージンウールが使用される。

### 洗浄・染色
洗浄されたあと染色され、主なツイード制作者の工場へ運ばれる。

### 混合と梳綿
染色されたウールと白いウールを所定の割合を量り、正確な製法で完璧な色合いをだす為に配合する。機械の間で混ぜ合わせ、梳綿される。

### 紡績
紡績された柔らかい糸が織ることができるようにねじることで強度を増す。その糸をボビンに巻き取る。

### 整経
縦糸を一束にまとめ大梁に巻き付け、縦糸と共に織工に届けられる準備ができる。

### 織る
全てのハリスツイードは各織工の自宅で足踏織機によって織られる。

### 仕上げ
汚れをとり、しわをとり切りそろえ完成。

### 認証
オーブの商標をツイードに付ける前にハリスツイード協会によって検査される。